# ジョー・ディマジオ
ジョセフ・ポール・ディマジオ（Joseph Paul DiMaggio, 1914年11月25日 - 1999年3月8日）は、MLBの元プロ野球選手（外野手）。カリフォルニア州マーティネズ出身。ニックネームは「ヤンキー・クリッパー（The Yankee Clipper）」「ジョルティン・ジョー（Joltin' Joe）」。右投右打。
56試合連続安打のMLB記録保持者。

## 経歴

### 生い立ち
ジョー・ディマジオは漁師ジュゼッペ・ディマジオの四男（9人の兄弟姉妹の中で8番目）として生まれた。父ジュゼッペと母ロザリー（ロザリア）はシチリア出身の貧しい移民夫婦であったが、5人の息子の内ジョーを含め3人のメジャーリーガーを輩出した。

### 現役時代

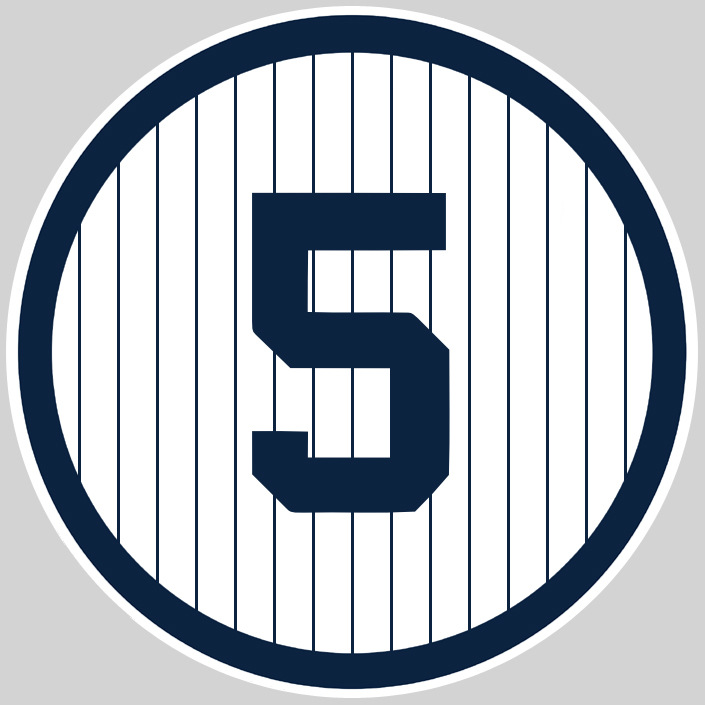
ディマジオの背番号「5」。
ニューヨーク・ヤンキースの永久欠番に1951年指定。

1932年10月、兄のビンス・ディマジオが所属していたパシフィックコーストリーグのサンフランシスコ・シールズと契約。この年はシーズン終了間際だったので3試合に出場したのみだったが、翌1933年は187試合に出場、5月27日から7月25日まで61試合連続安打を記録するなど打率.340、259安打、28本塁打を記録した。
1934年はシーズン途中で膝を故障。シーズン後、チームはニューヨーク・ヤンキースとの間でディマジオ1人と、4人＋5,000ドルを交換するトレードを成立させた。1935年はケガをした膝の具合を見る意味もあり、そのままシールズでプレーする。172試合で打率.398、34本塁打、154打点を記録してリーグMVPとなった。
ベーブ・ルースの引退後の1936年、ヤンキースからメジャーリーグにデビューし、打率.323、29本塁打、125打点とルースの穴を埋めて余りある成績を残した。翌1937年には46本塁打を放ち、メジャー2年目で本塁打王となる。MVPは打率.371の首位打者チャーリー・ゲーリンジャーにわずかに及ばず逃したが、ルー・ゲーリッグがシーズン途中で引退した1939年には、いずれも初のMVPと首位打者に輝き、両雄の居なくなったヤンキースのナンバーワン・プレイヤーとなる。1936年から1939年までのチームのワールドシリーズ4連覇に大きく貢献した。
1941年には56試合連続安打を達成。この連続試合安打記録はメジャー記録であり、現在も破られていない。期間中の安打数は91で、4安打が4試合、3安打が5試合、2安打が13試合、1安打が34試合であった（なお、57試合目で3打数0安打で記録が途絶えた次の試合から再び16試合連続で安打を放っている）。
その後も本塁打王や打点王を獲得するなど活躍。ヤンキース一筋で、現役の間、チームの9回のワールドシリーズ制覇に大いに貢献した。全盛期の期間に第二次世界大戦の従軍で3年間プレーしない時期があったこともあり、実働期間は13年と短かったが、球界を代表するスーパースターとして活躍し続けた。
1950年11月1日、レフティ・オドールらとともに来日。日本で野球のデモンストレーションを行うことと朝鮮半島に展開する国連軍への慰問などを目的としたものであった。東京では、ダグラス・マッカーサーへの表敬訪問を行ったほか、朝日新聞を訪問して市民への挨拶を行うなど、同月13日に福岡から朝鮮半島へ向かうまで各地の行事に出席した。
1951年に現役引退。ディマジオの背番号5は、引退とともにヤンキースの永久欠番に指定されている。また、指定当時、ヤンキースで存命する唯一の永久欠番選手だった。

### 引退後
引退後は後進の指導を中心に力を尽くし、故郷に近いオークランドにアスレチックスが移ってきた当初の2年間はコーチを務め、この時の縁で、ディマジオの死後、臨時コーチ時につけていた背番号5が一時アスレチックスのホームスタジアムに掲げられた。1968年に大洋ホエールズ、1975年にはロッテオリオンズで春季キャンプ臨時コーチを務めた。ロッテでは鹿児島県立鴨池野球場に到着後、早速ナインの打撃練習を見学。5分足らずで有藤通世・山崎裕之らの長所短所を指摘し、金田正一監督を唸らせた。死の前年まで、古巣ヤンキースの開幕戦始球式はディマジオの務めであり、また後輩のヨギ・ベラとジョージ・スタインブレナーオーナーの対立においても仲裁に動くなど、非常に大きな影響力を持っていた。また、1995年にカル・リプケン・ジュニアがかつてのチームメイト、ルー・ゲーリッグの連続試合出場記録を破った2131試合目のオリオールズ戦に来賓の一人として招かれ、記録更新に立ち会った。試合後のセレモニーでは「ルー（ゲーリッグ）はここには来れないけれど、きっと君（リプケン）にお祝いを言うだろう」とコメントしている。
他にも引退後にはコーヒーメーカーMr. Coffee社のCMに起用され、「ミスター・コーヒー」とあだ名がつけられた。そのディマジオの人生の成功ぶりは「アメリカ人の成功者の中で生まれて一度もレストランや飛行機の予約をしたことがないのはディマジオだけだ」、「ビートルズのメンバー以外では最高にリッチな人生を送った」とアメリカで語られるほどであった。ヘンリー・キッシンジャーなど国内の元政府関係者が彼のファンであった。また、引退後も政府主催の公式パーティーに招かれるほど公的な知名度も高く、ソ連のゴルバチョフが彼のサインを求めたなどの逸話が残る。
晩年は、呼吸器疾患から気候のいいフロリダ州ハリウッドに居を移して生活していた。1999年3月8日、肺がんのため同地で逝去した。84歳没。没後、4月25日にヤンキー・スタジアムにてジョー・ディマジオ追悼試合が行われ、この時にポール・サイモンがゲストに招かれて自身の楽曲「Mrs.Robinson」（ディマジオを歌詞に入れていた楽曲。後述。）を献歌としてギター一本で歌った。
近年になって生前にシチリア・マフィアとの関係があったことが明るみに出ている。

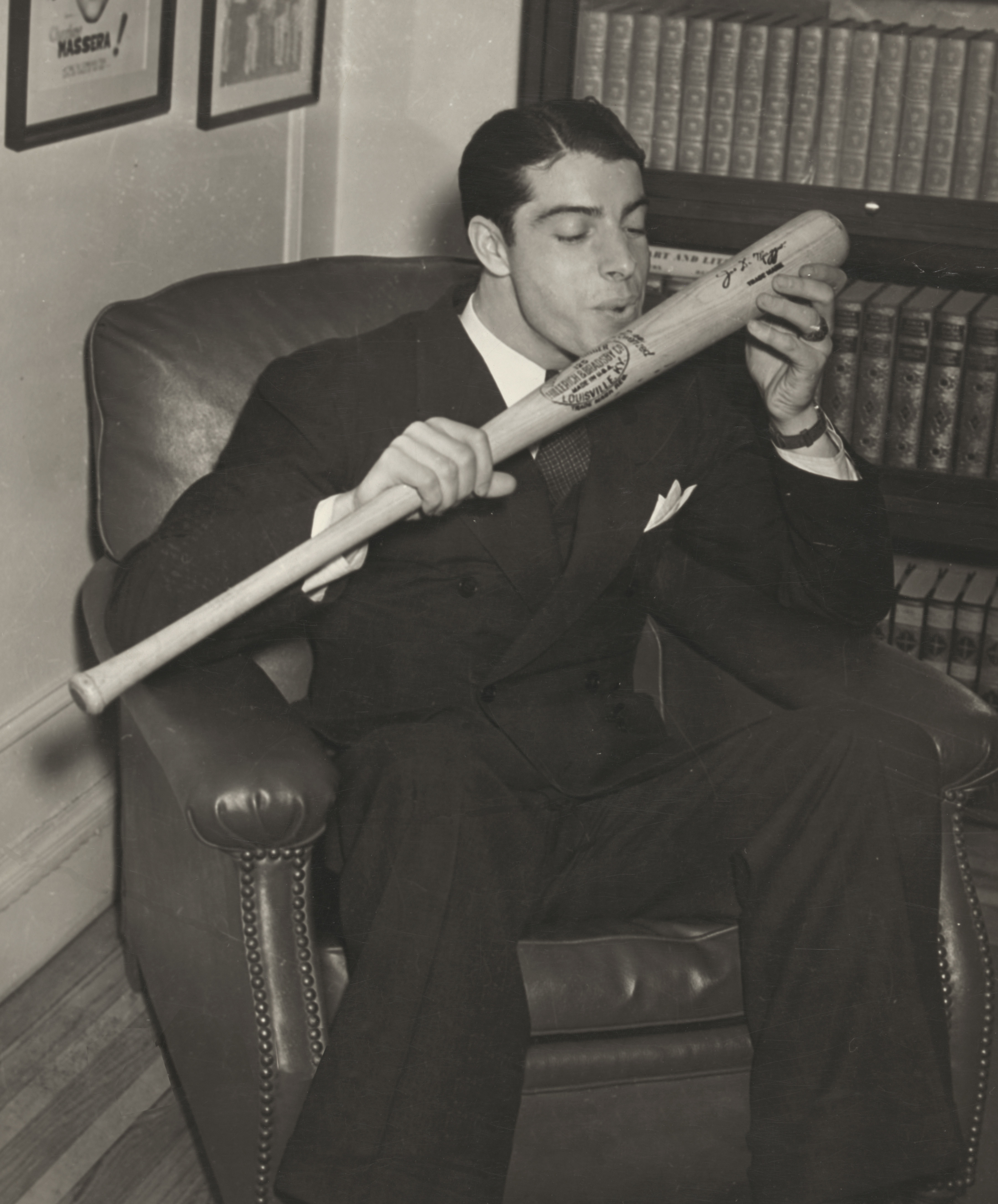
バットにキスをするディマジオ（1941年12月15日）

## 逸話

### 人物
グラウンドでの態度やファンへの誠実な対応は、野球選手の鑑とされた。同時代のライバル、テッド・ウィリアムズがあまりにも求道者的態度が過ぎてマスコミ受けが悪かったのとは好対照だった。性格は寡黙で紳士的で、ホワイティ・フォードやミッキー・マントルはディマジオに威厳がありすぎてほとんど話しかけられなかったという（フォードは1950年、マントルは51年のMLBデビューと2人とも1年目から活躍していたとはいえルーキー同然なのに対し、ディマジオは既にスーパースターであった）。その一方でビリー・マーチンはディマジオの引退前年の50年デビューで目立った成績があった訳ではなかったものの、同じカリフォルニア生まれだったこともあり、たびたび食事や酒を飲むなどで交友があったという。
沢村栄治がマイナー時代のディマジオと対戦した逸話が残っている。フランク・オドール監督から「うちの4番から三振を奪ってみろ」と言われ、躍起になって打ち取りにいったがとうとう三振は奪えず、1本塁打を打たれた。オドール監督は、「ディマジオはいずれメジャーでクリーンアップを打つ打者だ」と予言。沢村はのちに「あれほどのレベルの打者が、アメリカではマイナーにもゴロゴロしてる」と日米の格差を述懐している。ただし、このとき沢村が変化球を投げる際に口を「への字」に曲げる癖がアメリカでは浸透していた。

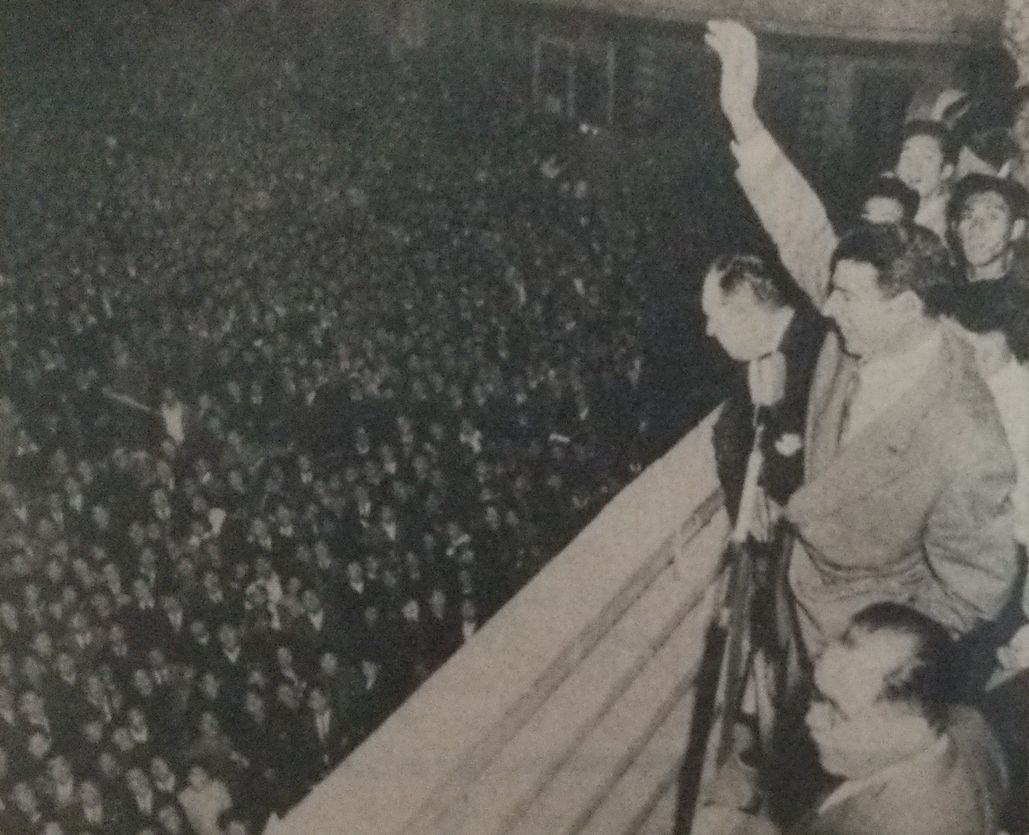
訪日時のディマジオとオドール

現役最後の年となった1951年には日米野球で訪日し、杉下茂（中日）から本塁打を打った翌日に、まだ試合が残っているにもかかわらず突然帰国し、すぐに引退を発表している。その本塁打は、三塁を守っていた服部受弘（中日）が「ジャンプして捕ろうとしたら、そのまま伸びてスタンドに入った」と言っていたといい、ディマジオにとっても印象的な本塁打の一つだったようで、後年になっても「俺がホームランを打ったピッチャー（杉下）は元気にしてるか？」と杉下のことをよく尋ねていたという。
その後も臨時コーチや少年野球教室での指導のために何度も来日しており、来日した際には日本外国特派員協会で記者会見を行っている。
長嶋茂雄はディマジオのファンであり、野球選手の模範としてディマジオを挙げている。

ホワイトハウスにてロナルド・レーガン大統領と会見（1981年3月27日）

アーネスト・ヘミングウェイの『老人と海』にディマジオに関する記述があり、サイモン&ガーファンクルのヒット曲『ミセス・ロビンソン』、ビリー・ジョエルのヒット曲『ハートにファイア』にもディマジオの名前が出てくる。1975年の映画『さらば愛しき女よ』では、主人公の私立探偵フィリップ・マーロウがディマジオの連続安打記録を気にし続けるという原作小説にはない描写が付け加えられているなど、ディマジオがいかにアメリカ人にとってヒーローであったかが窺える。そのため、ディマジオもそのイメージを保つ為に自分の節制にはとても厳しかったという。

### 家族
ジョーの2歳年上の兄ビンス・ディマジオは、1937年から1946年までピッツバーグ・パイレーツ等5チームでプレイし、1,110試合に出場し、打率.249、125本塁打、584打点を記録した。オールスターにも2度出場している。ジョーの3歳年下の弟ドム・ディマジオは、1940年から1953年までヤンキースのライバル、ボストン・レッドソックスでプレイし、オールスターにも7回出場した。1,399試合に出場し1,680安打を放ち、通算打率は.298である。3兄弟は全員中堅手であった。なお、兄弟でチームメイトになったことは一度もなかった。
ディマジオは生涯に二度結婚している。最初の妻、女優のドロシー・アーノルドとは1939年に結婚し、1男を儲けたが、1944年に離婚した。ディマジオとドロシー・アーノルドの間に生まれた男児は、父の死の5か月後に死去した。

#### マリリン・モンローとの関係

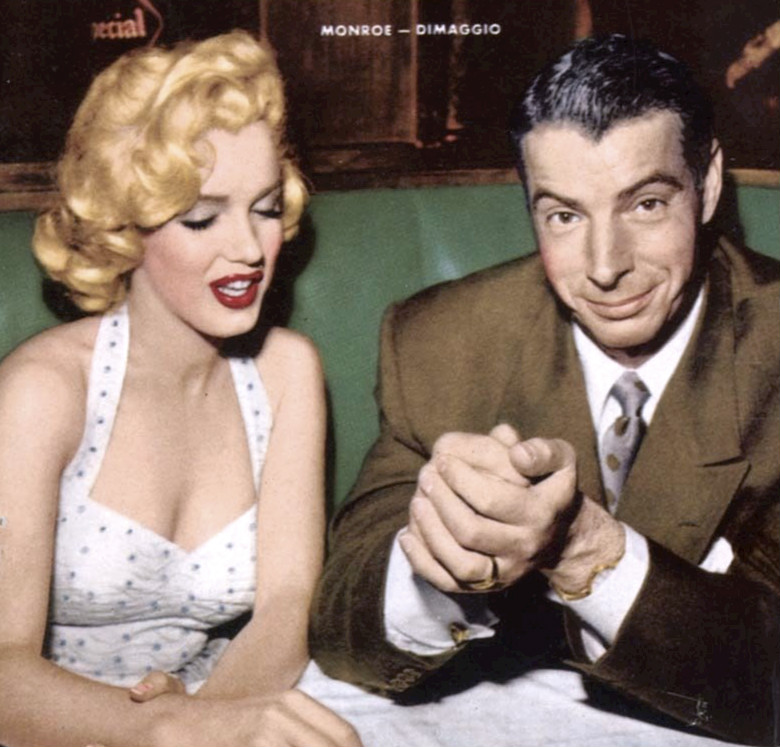
マリリン・モンローとディマジオ（1954年）

現役を引退した翌1952年の春、アスレチックスが球団の売り出し作戦として新人ハリウッド女優のマリリン・モンローを球団の宣伝用写真として使い、その写真を見たディマジオが「自分もあんな美人と一緒に写真を撮られてみたいもんだ」と冗談を言った事をきっかけに映画関係のプロモーターからモンローを紹介され、映画の都ハリウッドで会食をした。モンローがプロモーターと芸能界の話ばかりしていたためにディマジオも最初は大人しくしていたが、途中から野球好きの俳優ミッキー・ルーニーが加わり、ディマジオの活躍を賞賛した。このルーニーのディマジオ評にモンローも大変興味をそそられたと言われている。その帰りにディマジオが車でモンローを送っていく途中、「野球のことは何も知らなくてごめんなさい」と謝るモンローに、「気にしないで。私も映画についてほとんど知らないから」と慰めた。これが馴れ初めで1954年1月14日に二人は結婚し、同年2月1日に新婚旅行で日本を訪れた。
日本では、アメリカを代表するスーパースターであるはずのディマジオよりもモンローの方に記者の質問が集中し、ディマジオはプライドを傷つけられてしまう。日本滞在中のディマジオは野球の仕事を兼ねて外出する事が多く、帝国ホテルで退屈していたモンローは朝鮮戦争のアメリカ兵を慰問する仕事が依頼されると、新婚旅行を中断し、一人で朝鮮半島へ向かってしまった。女優の仕事に忙しく自由奔放なモンローと、独占欲から嫉妬が芽生えたディマジオの間には喧嘩が絶えなかった。
最終的には地下鉄の通気口から吹き上げる風にモンローのスカートがめくれ上がり、太ももと下着が露わになる有名なシーンで知られる『七年目の浮気』の撮影に居合わせたディマジオと大喧嘩をしたモンローが「心理的虐待」を受けたとして離婚訴訟を起こし、結婚後わずか274日で離婚した。しかし、ディマジオは離婚後も新しい恋に傷ついたり心ないマスコミの攻撃にさらされて孤独に陥った時に頼ってきたモンローを一途に支え続け、彼女の亡くなる数日前には2人が再婚するつもりである事を友人に語っている。
1962年にモンローが死去。葬儀はかつて夫だった男の中でディマジオだけが参列し、ディマジオは映画界からの参列はすべて固辞した。息を引き取ったモンローを前に「愛している」と声をかけ続け、涙を流したと伝えられている。1978年のオールスターゲームの日本向け衛星中継で63歳のディマジオとマイクの前に並んだ伊東一雄は、ディマジオが「マリリンほど素晴らしい女性はいなかった・・・」とポツリと漏らしていたのを耳にしたという。20年にわたり、週3回、彼女の墓に赤いバラを送り続けたという逸話もある。
結局、モンローとの離婚後は独身を通した。亡くなるまでモンローについてのコメントは控え、「ある女性誌が、貴方が話してくれたら5万ドル払うと言っているが」と尋ねられた時も「世の中には金にかえられないものがある。それは愛の思い出だ」と即座に答えた。ジョン・F・ケネディとロバート・ケネディによってモンローは殺害されたと本気で考えており、ケネディ一族を終生憎んでいた。
ディマジオは1999年3月8日に肺がんで死去。84歳没。亡くなる数日前に友人に語った最期の言葉は、「死んだら、マリリンのところへいける」だった。
ディマジオとモンローが復縁しようとしていた時期、1961年のヤンキースのスプリングトレーニング中に両者がサインを入れたボールが2006年5月5日にヘリテージ・オークションにて191,200ドルで販売された。明かされたところによると、購入者は「ディマジオとモンローの両方の大ファンである東海岸の匿名の収集家」だという。最も高額で取引された野球のサインとしてギネス世界記録に認定された。

## 詳細情報

### 年度別打撃成績
| 年 度      | 球 団      | 試 合 | 打 席 | 打 数 | 得 点 | 安 打 | 二 塁 打 | 三 塁 打 | 本 塁 打 | 塁 打 | 打 点 | 盗 塁 | 盗 塁 死 | 犠 打 | 犠 飛 | 四 球 | 敬 遠 | 死 球 | 三 振 | 併 殺 打 | 打 率 | 出 塁 率 | 長 打 率 | O P S |
| ---------- | ---------- | ----- | ----- | ----- | ----- | ----- | -------- | -------- | -------- | ----- | ----- | ----- | -------- | ----- | ----- | ----- | ----- | ----- | ----- | -------- | ----- | -------- | -------- | ----- |
| 1936       | NYY        | 138   | 668   | 637   | 132   | 206   | 44       | 15       | 29       | 367   | 125   | 4     | 0        | 3     | -     | 24    | -     | 4     | 39    | -        | .323  | .352     | .576     | .928  |
| 1937       | NYY        | 151   | 692   | 621   | 151   | 215   | 35       | 15       | 46       | 418   | 167   | 3     | 0        | 2     | -     | 64    | -     | 5     | 37    | -        | .346  | .412     | .673     | 1.085 |
| 1938       | NYY        | 145   | 660   | 599   | 129   | 194   | 32       | 13       | 32       | 348   | 140   | 6     | 1        | 0     | -     | 59    | -     | 2     | 21    | -        | .324  | .386     | .581     | .967  |
| 1939       | NYY        | 120   | 524   | 462   | 108   | 176   | 32       | 6        | 30       | 310   | 126   | 3     | 0        | 6     | -     | 52    | -     | 4     | 20    | 11       | .381  | .448     | .671     | 1.119 |
| 1940       | NYY        | 132   | 572   | 508   | 93    | 179   | 28       | 9        | 31       | 318   | 133   | 1     | 2        | 0     | -     | 61    | -     | 3     | 30    | 16       | .352  | .425     | .626     | 1.051 |
| 1941       | NYY        | 139   | 622   | 541   | 122   | 193   | 43       | 11       | 30       | 348   | 125   | 4     | 2        | 0     | -     | 76    | -     | 4     | 13    | 6        | .357  | .440     | .643     | 1.083 |
| 1942       | NYY        | 154   | 680   | 610   | 123   | 186   | 29       | 13       | 21       | 304   | 114   | 4     | 2        | 0     | -     | 68    | -     | 2     | 36    | 9        | .305  | .376     | .498     | .874  |
| 1946       | NYY        | 132   | 567   | 503   | 81    | 146   | 20       | 8        | 25       | 257   | 95    | 1     | 0        | 3     | -     | 59    | -     | 2     | 24    | 13       | .290  | .367     | .511     | .878  |
| 1947       | NYY        | 141   | 601   | 534   | 97    | 168   | 31       | 10       | 20       | 279   | 97    | 3     | 0        | 0     | -     | 64    | -     | 3     | 32    | 14       | .315  | .391     | .522     | .913  |
| 1948       | NYY        | 153   | 669   | 594   | 110   | 190   | 26       | 11       | 39       | 355   | 155   | 1     | 1        | 0     | -     | 67    | -     | 8     | 30    | 20       | .320  | .396     | .598     | .994  |
| 1949       | NYY        | 76    | 329   | 272   | 58    | 94    | 14       | 6        | 14       | 162   | 67    | 0     | 1        | 0     | -     | 55    | -     | 2     | 18    | 11       | .346  | .459     | .596     | 1.055 |
| 1950       | NYY        | 139   | 606   | 525   | 114   | 158   | 33       | 10       | 32       | 307   | 122   | 0     | 0        | 0     | -     | 80    | -     | 1     | 33    | 14       | .301  | .394     | .585     | .979  |
| 1951       | NYY        | 116   | 482   | 415   | 72    | 109   | 22       | 4        | 12       | 175   | 71    | 0     | 0        | 0     | -     | 61    | -     | 6     | 36    | 16       | .263  | .365     | .422     | .787  |
| 通算：13年 | 通算：13年 | 1736  | 7671  | 6821  | 1390  | 2214  | 389      | 131      | 361      | 3948  | 1537  | 30    | 9        | 14    | -     | 790   | -     | 46    | 369   | *130     | .325  | .398     | .579     | .977  |

- 「-」は公式記録なし。
- 通算成績の「*数字」は、不明年度がある事を示す。
- 太字はリーグ1位。
- 1943年 - 1945年は試合出場なし。

### タイトル
- 首位打者：2回（1939年、1940年）
- 本塁打王：2回（1937年、1948年）
- 打点王：2回（1941年、1948年）

### 表彰
- シーズンMVP：3回（1939年、1941年、1947年）
- 56試合連続安打（1941年5月15日 - 7月16日）

### 背番号
- 9（1936年）
- 5（1937年 - 1942年、1946年 - 1951年、1968年 - 1969年）

## 著書・伝記
- 『ジョー・ディマジオ自伝　ヤンキースの華』 内村祐之訳、ベースボール・マガジン社、1978年
- マイケル・シーデル『ディマジオの奇跡』 柴田裕之訳、宝島社、1994年
- ジョセフ・ダーソー『大リーガーの愛と孤高　ジョー・ディマジオとマリリン・モンロー』

宮川毅訳、ベースボール・マガジン社、1997年
- 『ジョー・ディマジオ　モンローを愛し続けたヤンキースのヒーロー』

モリス・エンゲルバーグ／マーヴ・シュナイダー、井上篤夫訳、ネコ・パブリッシング、2003年